# Запали мене
«Запали мене» — американський кінофільм режисера Кетрін Гардвік, що вийшов на екрани у 2012 році.

## Сюжет
У чарівних звуках романтичного року течуть дні Хейлі, висхідної зірки цього стилю. Бути рок-музикантом — це завжди жити з петлею на шиї, навіть якщо ти її не помічаєш. Табуретку під Хейлі похитнув її брат, загиблий від передозування, другий удар завдала творча криза, що обіцяла комерційний провал. Підтримав дівчину і вдихнув у неї надію новий гітарист Енцо, з яким у неї почали складатися пристрасні стосунки. Але коли під ногами немає твердої опори, страх десь поруч…

## У ролях
| Актор                 | Роль         |
| --------------------- | ------------ |
| Емілі Браунінг        | Гейлі        |
| Семюель Ксав'єр       | Ензо         |
| Кем Жіганде           | Картер       |
| Френсіс Фішер         | Каміла       |
| Томас Деккер          | Джек         |
| Доун Олівері          | Енні         |
| Брендон Джей МакЛарен | Бутч Гопкінс |
| Джеймс Кайсон Лі      | фанат        |

## Творча група
- Режисер — Кетрін Гардвік
- Сценарист — Кетрін Гардвік, Арті Нельсон
- Продюсер — Шерр Кларк, Стюарт Форд, Кетрін Гардвік
- Композитор — Нік Лоні, Мінг Вауз